# Ishihara Jun
Ishihara Jun (japanisch 石原 純, Ishiwara/Ishihara Atsushi/Jun; * 15. Januar 1881 in Tokio; † 19. Januar 1947 in der Chiba Präfektur) war ein japanischer theoretischer Physiker.

## Leben und Werk
Ishihara war ein der Sohn eines christlichen Geistlichen (Ryo Ishiwara). Er war Schüler von Nagaoka Hantarō an der Kaiserlichen Universität Tokio, an der er 1906 seinen Abschluss machte und noch zwei Jahre weiter studierte, bevor er 1908 Lehrer an der Artillerie- und Pionierschule wurde. 1911 wurde er Assistenzprofessor an der Kaiserlichen Universität Tokio. Er studierte von April 1912 bis Mai 1914 unter anderem bei Max Planck in Berlin und danach bei Arnold Sommerfeld in München, besuchte 1913 Albert Einstein in Zürich und erhielt 1914 eine volle Professor für Physik an der neugegründeten Universität Tōhoku.
Ishihara war einer der ersten bedeutenden japanischen theoretischen Physiker und beschäftigte sich unter anderem mit Quantentheorie, Kernphysik und Relativitätstheorie. Er lernte Einstein 1912 in Berlin kennen und begleitete ihn auf dessen Japan-Vortragsreise 1922 unter anderem als Dolmetscher. Er ist Mitautor eines japanischen Wörterbuchs der Physik und Chemie. Aufgrund einer Liebesaffäre musste er 1921 seine Universitätskarriere beenden und verlegte sich auf das Schreiben. Er gab vier Bände der Gesammelten Werke Einsteins in japanischer Übersetzung heraus und schrieb populärwissenschaftliche Werke.
Pyenson erwähnt ihn als Beispiel für begabte Physiker in der Anfangszeit der modernen Physik im 20. Jahrhundert, die dadurch in ihrer Wirkung behindert waren, dass sie aus der wissenschaftlichen Peripherie kamen. Er befasste sich mit Elektronentheorie der Metalle, (älterer) Quantentheorie und spezieller und allgemeiner Relativitätstheorie. In der Relativitätstheorie befasste er sich mit dem Prinzip kleinster Wirkung und leitete damit unabhängig von Hermann Minkowski den Energie-Impuls-Tensor ab. Diese Arbeiten fanden auch die Aufmerksamkeit von Einstein. Er entwickelte eine eigene Gravitationstheorie in der Zeit, in der auch Einstein seine Allgemeine Relativitätstheorie entwickelte. Er selbst wollte das Prinzip der Konstanz der Lichtgeschwindigkeit c dadurch lockern, das die Zeitskala variabel war und nur das Produkt c dt konstant. Später entwickelte er eine fünfdimensionale Theorie, die Gravitation und Elektrodynamik vereinigen sollte. 1915 führte er eine Quantisierung des Phasenraums ein.
Er war auch Moralist und Dichter und schrieb Waka und Tanka-Gedichte und gehörte zu den Autoren der Zeitschrift Araragi. Vor dem Zweiten Weltkrieg schrieb er Aufsätze, in denen er die staatliche Kontrolle über die Wissenschaft kritisierte.
1919 bekam er für seine physikalischen Arbeiten über Quanten- und Relativitätstheorie den Preis der Kaiserlichen Akademie der Wissenschaften.

## Schriften
- Über das Prinzip der kleinsten Wirkung in der Elektrodynamik bewegter ponderabler Körper. In: Annalen der Physik, Reihe 6, Band 42, 1913, Seiten 986–1000, ISSN 0003-3804
- Zur relativistischen Theorie der Gravitation (= Science Reports of Tohoku Imperial University, Band 4). 1915, 111–160
- Universelle Bedeutung des Wirkungsquantums. In: Proceedings of the Mathematico-physical Society, Band 8, 1915, S. 106–116
- Sōtaisei Genri (Relativitätsprinzip), Tokio 1921.